# Ampharete vega
Ampharete vega är en ringmaskart som först beskrevs av Wiren 1883.  Ampharete vega ingår i släktet Ampharete och familjen Ampharetidae. Arten har ej påträffats i Sverige. Inga underarter finns listade i Catalogue of Life.